# Noi, i neri
Noi, i neri è un film documentario del 2017 diretto da Maurizio Fantoni Minnella.

## Trama
Il film mostra l’immigrazione da un’angolazione singolare, ossia non attraverso le immagini degli sbarchi, dei luoghi di detenzione temporanea, ma cogliendo le vite dei migranti in una zona grigia, una sorta di limbo sospeso tra la tragedia dell’arrivo e l’illusione e la speranza di una vita nuova.